# Chloroselas pseudozeritis
Chloroselas pseudozeritis is een vlinder uit de familie van de Lycaenidae. De wetenschappelijke naam van de soort is voor het eerst gepubliceerd in 1873 door Roland Trimen.

## Verspreiding
De soort komt voor in Centraal Afrikaanse Republiek, Ethiopië, Kenia, Tanzania, Zambia, Malawi, Mozambique, Zimbabwe, Botswana, Zuid-Afrika en Swaziland.

## Waardplanten
De rups leeft op Brachystegia spiciformis, Julbernardia globiflora, Vachellia drepanolobium, Vachellia hockii en Valchellia nilotica (Fabaceae).

## Ondersoorten
- Chloroselas pseudozeritis pseudozeritis (Trimen, 1873)
- Chloroselas pseudozeritis tytleri Riley, 1932
- Chloroselas pseudozeritis ngottoana Libert & Annoyer, 2015